# Ramsgate FC
Ramsgate FC (celým názvem: Ramsgate Football Club) je anglický fotbalový klub, který sídlí ve městě Ramsgate v nemetropolitním hrabství Kent. Založen byl v roce 1945 pod názvem Ramsgate Athletic FC. Od sezóny 2018/19 hraje v Isthmian League South East Division (8. nejvyšší soutěž). Klubové barvy jsou červená a bílá.
Své domácí zápasy odehrává na Southwood Stadium s kapacitou 2 500 diváků.

## Historické názvy
Zdroj: 
- 1945 – Ramsgate Athletic FC (Ramsgate Athletic Football Club)
- 1972 – Ramsgate FC (Ramsgate Football Club)

## Získané trofeje
- Kent Senior Cup ( 1× )
  - 1963/64

## Úspěchy v domácích pohárech
Zdroj: 
- FA Cup
  - 1. kolo: 1955/56, 2005/06
- FA Trophy
  - 3. předkolo: 1969/70, 1970/71, 1975/76, 2008/09, 2009/10, 2012/13, 2013/14
- FA Vase
  - Čtvrtfinále: 1999/00

## Umístění v jednotlivých sezonách
Stručný přehled
Zdroj: 
- 1945–1946: Kent Football League
- 1946–1959: Kent Football League (Division One)
- 1959–1971: Southern Football League (Division One)
- 1971–1972: Southern Football League (Division One South)
- 1972–1973: Southern Football League (Premier Division)
- 1973–1976: Southern Football League (Division One South)
- 1976–1978: Kent Football League
- 1978–1998: Kent Football League (Division One)
- 1998–2005: Kent Football League (Premier Division)
- 2005–2006: Isthmian League (Division One)
- 2006–2009: Isthmian League (Premier Division)
- 2009–2018: Isthmian League (Division One South)
- 2018– : Isthmian League (South East Division)

Jednotlivé ročníky
Zdroj: 
Legenda: Z - zápasy, V - výhry, R - remízy, P - porážky, VG - vstřelené góly, OG - obdržené góly, +/- - rozdíl skóre, B - body, červené podbarvení - sestup, zelené podbarvení - postup, fialové podbarvení - reorganizace, změna skupiny či soutěže
| Sezóny  | Liga                                  | Úroveň | Z  | V  | R  | P  | VG | OG | +/- | B  | Pozice |
| ------- | ------------------------------------- | ------ | -- | -- | -- | -- | -- | -- | --- | -- | ------ |
| 2009/10 | Isthmian League (Division One South)  | 8      | 42 | 13 | 14 | 15 | 55 | 61 | -6  | 53 | 14.    |
| 2010/11 | Isthmian League (Division One South)  | 8      | 42 | 16 | 12 | 14 | 65 | 63 | +2  | 60 | 9.     |
| 2011/12 | Isthmian League (Division One South)  | 8      | 40 | 16 | 7  | 17 | 61 | 73 | -12 | 55 | 11.    |
| 2012/13 | Isthmian League (Division One South)  | 8      | 42 | 20 | 10 | 12 | 60 | 44 | +16 | 70 | 7.     |
| 2013/14 | Isthmian League (Division One South)  | 8      | 46 | 18 | 8  | 20 | 84 | 79 | +5  | 62 | 12.    |
| 2014/15 | Isthmian League (Division One South)  | 8      | 46 | 13 | 9  | 24 | 61 | 86 | -25 | 48 | 21.    |
| 2015/16 | Isthmian League (Division One South)  | 8      | 46 | 21 | 8  | 17 | 92 | 76 | +16 | 71 | 12.    |
| 2016/17 | Isthmian League (Division One South)  | 8      | 46 | 18 | 11 | 17 | 79 | 75 | +4  | 65 | 12.    |
| 2017/18 | Isthmian League (Division One South)  | 8      | 46 | 15 | 9  | 22 | 79 | 85 | -6  | 54 | 16.    |
| 2018/19 | Isthmian League (South East Division) | 8      | 38 |    |    |    |    |    |     |    |        |